# Enthousiasme

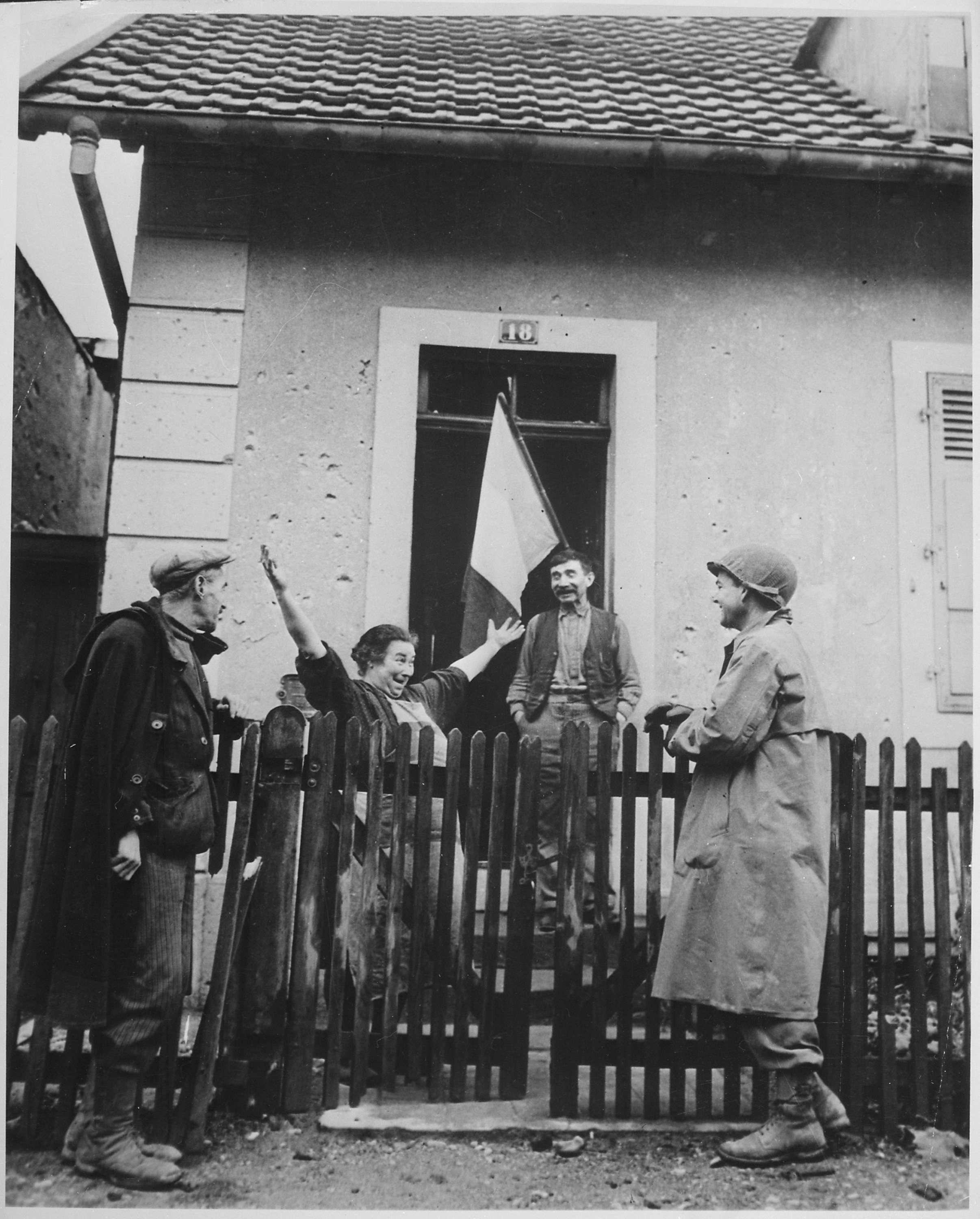
Tout Belfort est libre ! (1944).

Le mot enthousiasme (du grec ancien : ἐνθουσιασμός enthousiasmós) signifiait à l'origine inspiration ou possession par le divin ou par la présence d'un dieu ; le terme sous-entend une communication divine.

## Emploi historique

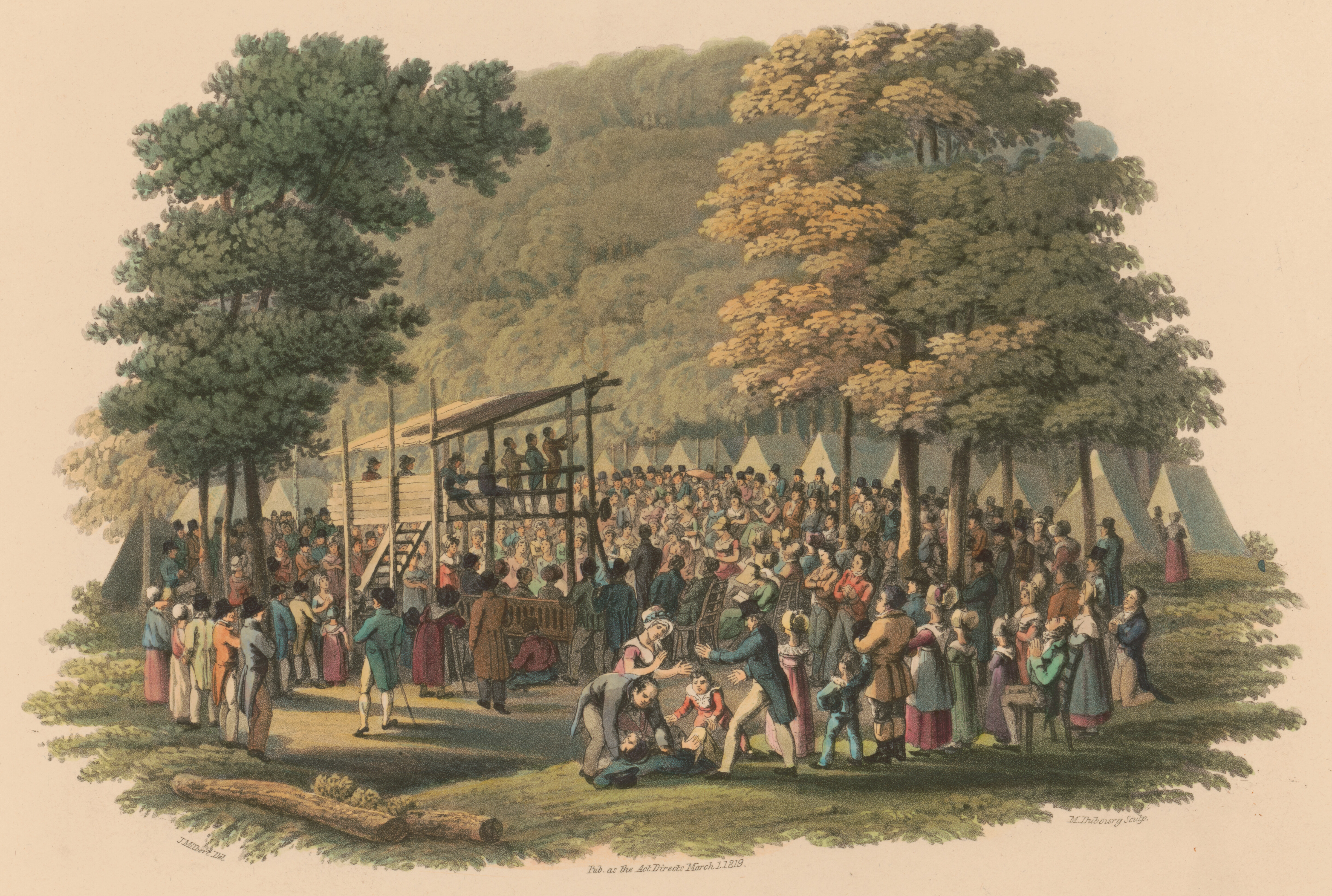
Les prédicateurs méthodistes étaient des "enthousiastes" se réunissant au XVIIIe siècle

À l'origine, un enthousiaste est une personne possédée par un dieu. Employé dans l'Antiquité grecque pour décrire les manifestations de la possession divine (par Apollon dans le cas de la Pythie, ou par Dionysos, dans le cas des Bacchantes et des Ménades), le mot a pu avoir un sens dérivé (l'inspiration du poète notamment).
Son emploi au sens religieux se rapporte à la croyance en l'inspiration divine ou à une ferveur et une émotion intense. Une secte syrienne du IVe siècle porte ainsi le nom d'Enthousiastes. Ses membres estimaient que par la prière perpétuelle, les pratiques ascétiques et la contemplation, l'Homme pouvait être inspiré par l'Esprit saint, échappant ainsi à l'Esprit mauvais qui régnait depuis la Chute. Leur croyance en l'efficacité de la prière leur a également valu l'appellation d'euchites. Plusieurs sectes protestantes du XVIe siècle et du XVIIe siècle furent aussi qualifiées d'« enthousiastes ». En Grande-Bretagne, dans les années qui ont suivi la Glorieuse Révolution, l'« enthousiasme » désigna de manière péjorative le militantisme vis-à-vis d'une cause politique ou religieuse. C'était en effet l'« enthousiasme » qui était perçu comme la cause de la guerre civile anglaise et des atrocités qui y sont liées. Durant le XVIIIe siècle, des méthodistes populaires, tels que John Wesley ou George Whitefield furent accusés d'enthousiasme aveugle (i.e. fanatisme).
En philosophie l'enthousiasme est associé à l'expérience mystique dans laquelle l'esprit se sent habité par un sentiment de joie extatique qui a une dimension d'infini et d'éternité marquant la présence de Dieu (Plotin, Pascal, Spinoza, Nietzsche…)

## Emploi moderne

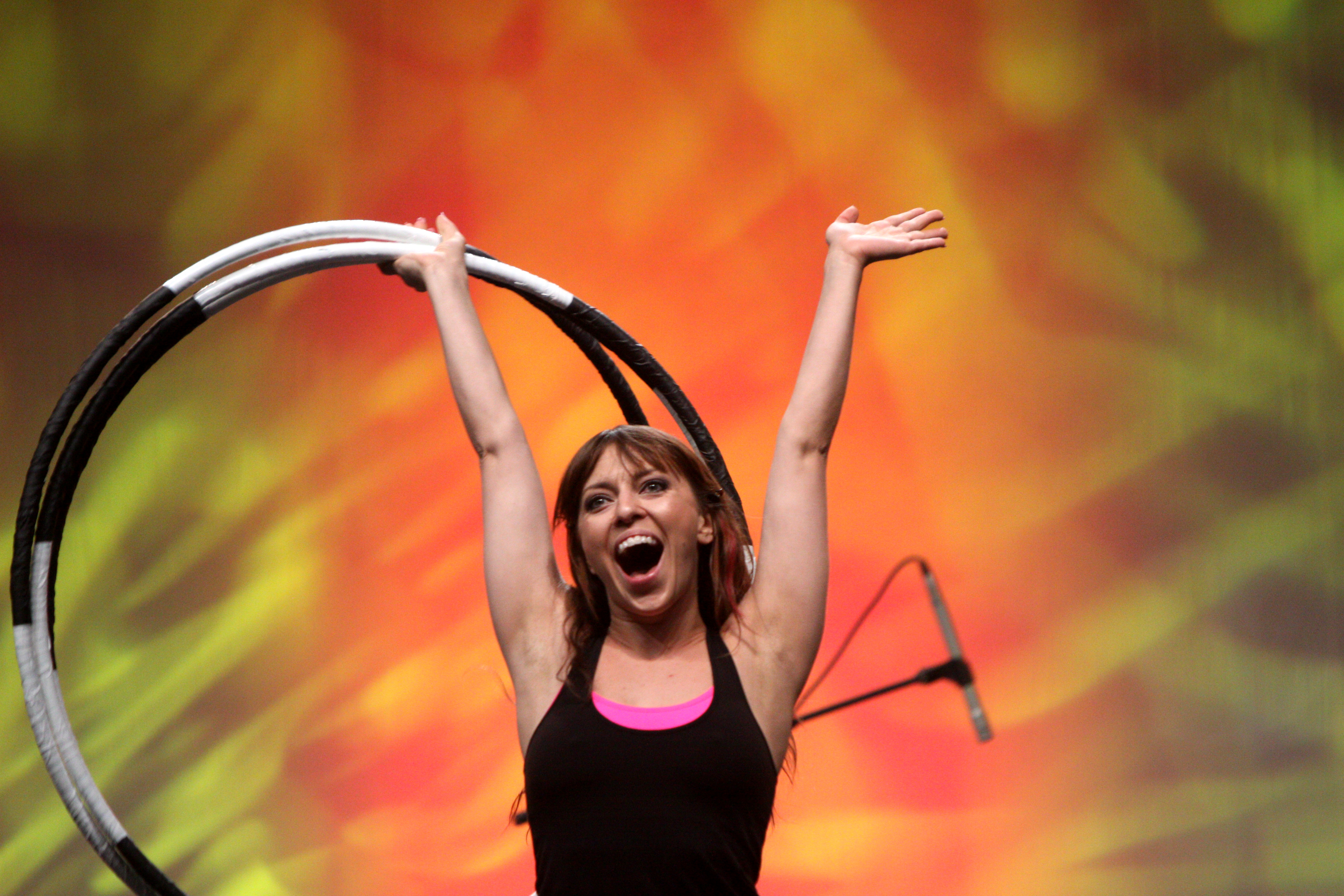
Une animatrice enthousiaste (Californie, 2012).

Dans le langage ordinaire, l'enthousiasme a perdu sa connotation religieuse, et signifie une dévotion complète à un idéal, une cause, des études ou une quête, qui se traduit par de la joie et de l'excitation. Parfois, et avec un sens péjoratif, il implique un esprit partisan, aveugle aux difficultés et sourd aux arguments adverses.
L'écrivain de science-fiction Thomas M. Disch a suggéré que les expériences mystiques du romancier Philip K. Dick se rapportaient à une forme d'enthousiasme.
Des philosophes inspirés par Spinoza comme Robert Misrahi et Bruno Giuliani affirment que l'enthousiasme est, avec la sérénité, une composante essentielle du bonheur dans la mesure où le bonheur est « une joie capable de combler la totalité de la conscience, ce qui demande à la fois d'éprouver une totale confiance — sérénité — et une totale motivation — enthousiasme. »